# 72-й гвардейский истребительный авиационный полк
72-й гвардейский истребительный авиационный Полоцкий ордена Суворова полк (72-й гв. иап) — воинская часть Военно-воздушных сил (ВВС) РККА СССР, принимавшая участие в боевых действиях Великой Отечественной войны и в Корейской войне, в 1950-е — 1980-е годы — в составе Войск ПВО страны, затем до расформирования — в составе ВВС.

## Наименования полка
За весь период своего существования полк несколько раз менял своё наименование:
- 17-й истребительный авиационный полк;
- 485-й истребительный авиационный полк;
- 72-й гвардейский истребительный авиационный полк;
- 72-й гвардейский истребительный авиационный Полоцкий полк;
- 72-й гвардейский истребительный авиационный Полоцкий ордена Суворова полк;
- 458-й гвардейский истребительный авиационный Полоцкий ордена Суворова полк;
- Полевая почта 42135.

## Создание полка
72-й гвардейский истребительный авиационный полк образован 18 марта 1943 года путём переименования 485-го истребительного авиационного полка в гвардейский за образцовое выполнение боевых задач и проявленные при этом мужество и героизм на основании Приказа НКО СССР.

## В действующей армии
В составе действующей армии:

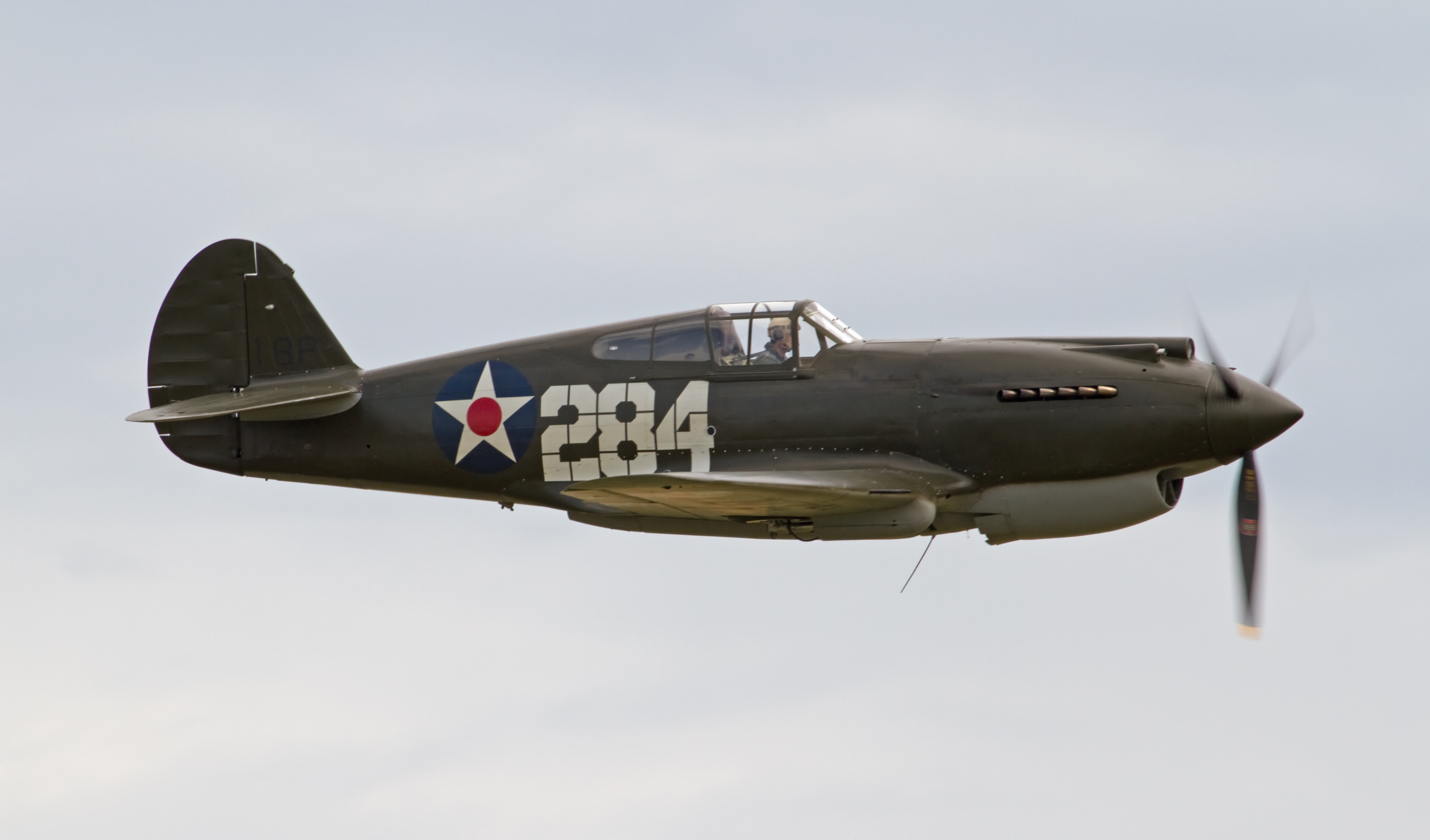
Киттихаук P-40B

- с 18 марта 1943 года по 12 января 1944 года, итого — 300 дней,
- с 3 июня 1944 года по 9 мая 1945 года, итого — 340 дней.

Всего — 640 дней.

## Командиры полка
- майор, подполковник Зимин Георгий Васильевич[3], 18.03.1943 — 10.04.1943.
- майор, подполковник Заварухин Павел Филиппович[3], 12.04.1943 — 05.08.1945.
- подполковник, полковник Козлов Николай Александрович, 11.1948 — 02.1950
- подполковник Трофимов, 1953 г.;
- майор Любченко, 1961 г.;
- подполковник В. А. Головин, 1967 г.;
- подполковник А. Л. Александров, 1968—1969 г.;
- подполковник Здатченко Василий Михайлович, 1969-1972 г.;
- подполковник Б. И. Попов, с 1972 г. ;
- подполковник Ю. А. Недиков, 1974—1978;
- подполковник А. И. Дудаков, 1978—1979 г.;
- подполковник Ковальчук, 1979—1982 г.;
- подполковник В. Г. Яляев, 1982—1985 г.
- подполковник В. Н. Марченко, 1986-1989

## В составе соединений и объединений
| Период     | Фронт (округ)                                            | армия                                   | корпус                                     | дивизия                                              | примечание                                         |
| ---------- | -------------------------------------------------------- | --------------------------------------- | ------------------------------------------ | ---------------------------------------------------- | -------------------------------------------------- |
| 17.03.1943 | Северо-Западный фронт                                    | 6-я воздушная армия                     |                                            | 239-я истребительная авиационная дивизия             | Як-1, Як-7Б                                        |
| 18.03.1943 | Северо-Западный фронт                                    | 6-я воздушная армия                     |                                            | 5-я гвардейская истребительная авиационная дивизия   | Як-1, Як-7Б                                        |
| 20.09.1943 | Брянский фронт (2-й Прибалтийский фронт с 20.10.1943 г.) | 15-я воздушная армия                    |                                            | 5-я гвардейская истребительная авиационная дивизия   | Як-1, Як-7Б                                        |
| 01.11.1943 | Брянский фронт (2-й Прибалтийский фронт с 20.10.1943 г.) | 15-я воздушная армия                    |                                            | 5-я гвардейская истребительная авиационная дивизия   | переучивание на Аэрокобру Р-39                     |
| 12.01.1944 | Резерв Верховного Главнокомандования                     | 6-я воздушная армия                     | 11-й истребительный авиационный корпус     | 5-я гвардейская истребительная авиационная дивизия   | Аэрокобра                                          |
| 03.06.1944 | 1-й Прибалтийский фронт                                  | 3-я воздушная армия                     | 11-й истребительный авиационный корпус     | 5-я гвардейская истребительная авиационная дивизия   | Аэрокобра                                          |
| 25.02.1945 | Земландская группа войск 3-го Белорусского Фронта        | 3-я воздушная армия                     | 11-й истребительный авиационный корпус     | 5-я гвардейская истребительная авиационная дивизия   | Аэрокобра                                          |
| 05.05.1945 | Ленинградский фронт                                      | 15-я воздушная армия                    | 11-й истребительный авиационный корпус     | 5-я гвардейская истребительная авиационная дивизия   | Аэрокобра                                          |
| 09.05.1945 | Ленинградский фронт                                      | 15-я воздушная армия                    | 11-й истребительный авиационный корпус     | 5-я гвардейская истребительная авиационная дивизия   | Восточная Пруссия, Аэрокобра                       |
| 09.07.1945 | Прибалтийский военный округ                              | 15-я воздушная армия                    | 11-й истребительный авиационный корпус     | 5-я гвардейская истребительная авиационная дивизия   | Восточная Пруссия, Аэрокобра                       |
| 09.01.1948 | Московский округ ПВО                                     | 64-я воздушная истребительная армия ПВО | 33-й истребительный авиационный корпус ПВО | 5-я гвардейская истребительная авиационная дивизия   | Борки, Калининская область, Кингкобра Р-63         |
| 09.01.1949 | Московский округ ПВО                                     | 52-я воздушная истребительная армия ПВО | 33-й истребительный авиационный корпус ПВО | 5-я гвардейская истребительная авиационная дивизия   | Борки, Калининская область, Кингкобра Р-63         |
| 10.01.1949 | Московский округ ПВО                                     | 52-я воздушная истребительная армия ПВО | 88-й истребительный авиационный корпус ПВО | 151-я гвардейская истребительная авиационная дивизия | Борки, Калининская область, Кингкобра Р-63         |
| 21.07.1950 |                                                          | Объединённая воздушная армия            | 64-й истребительный авиационный корпус     | 151-я гвардейская истребительная авиационная дивизия | Айдун, Китай, МиГ-15, МиГ-17                       |
| 01.11.1951 | Московский округ ПВО                                     | 52-я воздушная истребительная армия ПВО | 88-й истребительный авиационный корпус ПВО | 151-я гвардейская истребительная авиационная дивизия | Борки, Калининская область, МиГ-15, МиГ-17         |
| 1952 год   | Московский округ ПВО                                     | 52-я воздушная истребительная армия ПВО | 56-й истребительный авиационный корпус ПВО | 151-я гвардейская истребительная авиационная дивизия | Борки, Калининская область, МиГ-15, МиГ-17         |
| 28.08.1956 |                                                          | 10-я отдельная армия ПВО                | Беломорский корпус ПВО                     | Полярный районный дивизион ПВО                       | Амдерма, Ненецкий автономный округ, МиГ-19,        |
| 01.03.1960 |                                                          | 10-я отдельная армия ПВО                |                                            | 4-я дивизия ПВО                                      | Амдерма, Ненецкий автономный округ, Як-25          |
| 25.10.1993 |                                                          |                                         |                                            | 23-я дивизия ПВО                                     | Савватия, Котлас, МиГ-31, соединён с 445-м иап ПВО |
| 10.2009    |                                                          |                                         |                                            | 23-я дивизия ПВО                                     | Савватия, Котлас, МиГ-31, расформирован            |

## Участие в операциях и битвах

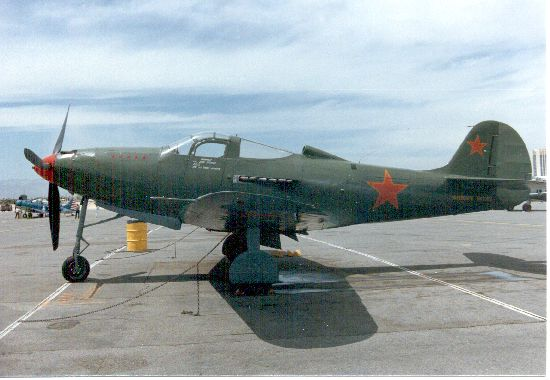
Самолёт P-39 Аэрокобра

- Невельская операция — с 6 октября 1943 года по 10 октября 1943 года.
- Белорусская операция «Багратион»[4] — с 23 июня 1944 года по 29 августа 1944 года.
- Витебско-Оршанская операция — с 23 июня 1944 года по 28 июня 1944 года.
- Полоцкая операция — с 29 июня 1944 года по 4 июля 1944 года.
- Рижская операция — с 14 сентября 1944 года по 22 октября 1944 года.
- Мемельская операция — с 5 октября 1944 года по 22 октября 1944 года.
- Восточно-Прусская операция[4] — с 13 января 1945 года по 25 апреля 1945 года.
- Кёнигсбергская операция[4] — с 6 апреля 1945 года по 9 апреля 1945 года.
- Земландская операция[4] — с 13 апреля 1945 года по 25 апреля 1945 года.

## Почётные наименования
За отличие в боях с немецкими захватчиками за овладение городом Полоцк 72-му гвардейскому истребительному авиационному полку присвоено почётное наименование «Полоцкий».

## Награды
За образцовое выполнение боевых заданий командования в боях с немецкими захватчиками при овладении городом Клайпеда (Мемель) и проявленные при этом доблесть и мужество 72-й гвардейский истребительный авиационный Полоцкий полк Указом Президиума Верховного Совета СССР от 5 апреля 1945 года награждён орденом Суворова III степени.

## Отличившиеся воины полка
- Едкин Виктор Дмитриевич, гвардии майор, штурман 72-го гвардейского истребительного авиационного полка 5-й гвардейской истребительной авиационной дивизии 11-го истребительного авиационного корпуса 3-й воздушной армии 18 августа 1945 года удостоен звания Героя Советского Союза. Золотая Звезда № 8698.
- Зиборов Василий Михайлович, гвардии старший лейтенант, заместитель командира эскадрильи 72-го гвардейского истребительного авиационного полка 5-й гвардейской истребительной авиационной дивизии 11-го истребительного авиационного корпуса 3-й воздушной армии 18 августа 1945 года удостоен звания Героя Советского Союза. Золотая Звезда № 7940.
- Зимин Георгий Васильевич, командир полка, будучи в должности командира 240-й истребительной авиационной дивизии, гвардии полковник, Указом Президиума Верховного Совета СССР от 28 сентября 1943 года удостоен звания Героя Советского Союза.
- Лихобабин Иван Дмитриевич, гвардии майор, заместитель командира 72-го гвардейского истребительного авиационного полка 5-й гвардейской истребительной авиационной дивизии 11-го истребительного авиационного корпуса 3-й воздушной армии 26 октября 1944 года удостоен звания Героя Советского Союза. Золотая Звезда № 4168.

## Благодарности Верховного Главнокомандующего
- За овладение городом Полоцк[6]
- За прорыв обороны противника северо-западнее и юго-западнее города Шяуляй[7]
- За овладение городом и крепостью Кёнигсберг[8]

## Статистика боевых действий

### За годы Великой Отечественной войны
Всего за годы Великой Отечественной войны полком:
| Выполнено боевых вылетов | Сбито самолётов в воздухе | Уничтожено самолётов всего |
| ------------------------ | ------------------------- | -------------------------- |
| 8347                     | 302                       | 362                        |

Свои потери:
| Потеряно самолётов, всего | Погибло лётчиков всего |
| ------------------------- | ---------------------- |
| 107                       | 48                     |

### За время войны в Корее
| Выполнено боевых вылетов | Проведено воздушных боёв | Сбито самолётов ООН в воздухе |
| ------------------------ | ------------------------ | ----------------------------- |
| более 200                | более 10                 | 13                            |

Свои потери:
| Потеряно самолётов, всего | Погибло лётчиков всего |
| ------------------------- | ---------------------- |
| 2                         | 2                      |

## Самолёты на вооружении
| Период      | Самолёты       |
| ----------- | -------------- |
| 1941 — 1942 | МиГ-3          |
| 1942 — 1943 | Харрикейн      |
| 1943 — 1943 | Як-1, Як-7Б    |
| 1944 — 1945 | Як-9           |
| 1945 — 1947 | Аэрокобра Р-39 |
| 1947 — 1949 | Як-15          |
| 1948 — 1949 | МиГ-9          |
| 1949 — 1956 | МиГ-15         |
| 1956 — 1969 | МиГ-19         |
| 1956 — 1971 | Як-25М         |
| 1969 — 1986 | Ту-128         |
| 1986 — 2009 | МиГ-31         |
| 1987 — 2009 | МиГ-25ПУ       |

## Расформирование полка
- 72-й гвардейский истребительный авиационный Полоцкий ордена Суворова полк 25 октября 1993 года перебазировался в Савватию (г. Котлас Архангельской области), где был объединён с 445-м истребительным авиационным полком ПВО. Объединённый полк получил все регалии 72-го гв. иап и стал называться 458-м гвардейским истребительным авиационным Полоцким ордена Суворова полком.
- В ходе реформы ВС России 458-й гвардейский истребительный авиационный Полоцкий ордена Суворова полк 1 декабря 2009 года расформирован.

## Литература

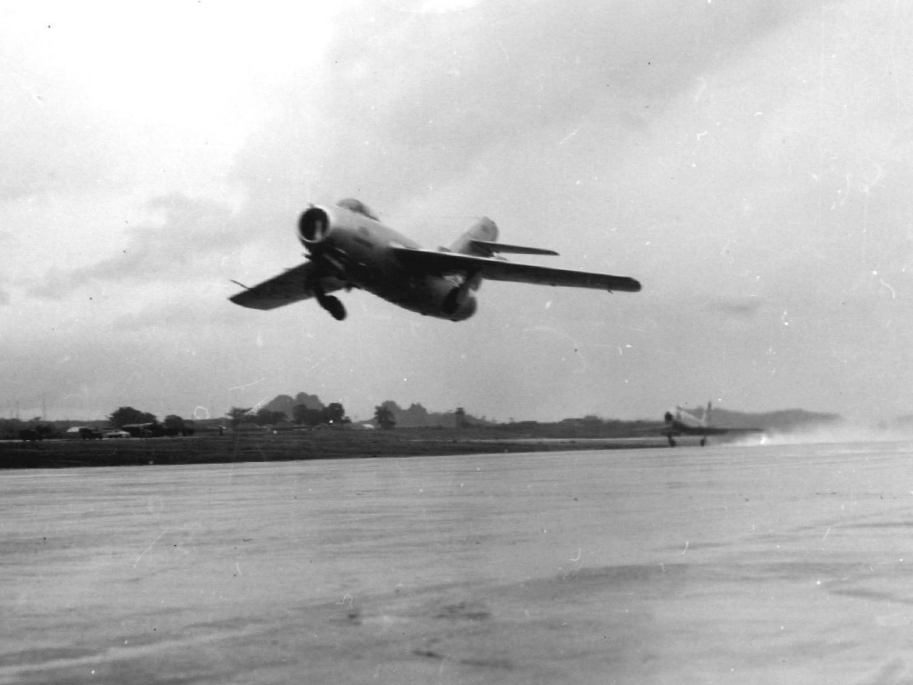
МиГ-15